# 伍德布里奇鎮區 (密歇根州)
伍德布里奇鎮區（英語：Woodbridge Township）是位於美國密歇根州希爾斯代爾縣的一個行政鎮區。

## 地方資料
伍德布里奇鎮區的面積為77.91平方千米，當中陸地面積為77.83平方千米，而水域面積為0.08平方千米。根據2020年美國人口普查的數據，當地共有人口1322人，而人口密度為每平方千米16.97人。